# Marcos Felipe
Marcos José Alves Felipe (Gurjão, 14 de outubro de 1981) é um futebolista paralímpico brasileiro. 
Atualmente atua na seleção brasileira de futebol de 5, exclusiva a deficientes visuais, na qual representou seu país nos Jogos Olímpicos de Verão de 2016, no Rio de Janeiro.

## Títulos
- Mundial da IBSA (1998/2010/2014)
- Jogos Parapan-Americanos (2007/2011/2015)
- Jogos Paralímpicos de Verão de 2004 - Medalha de ouro
- Jogos Paralímpicos de Verão de 2008 - Medalha de ouro
- Jogos Paralímpicos de Verão de 2012 - Medalha de ouro
- Jogos Paralímpicos de Verão de 2016 - Medalha de ouro